# بابلو روز
بابلو روز (بالإسبانية: Pablo Ruz)‏ هو قاضي إسباني، ولد في 28 نوفمبر 1975 في مدريد في إسبانيا.